# Guzheng
O guzheng ou Gu Zheng (em chinês : 古筝 ; pinyin : gǔzhēng , pronuncia-se gudjang. Significado: gu (古) significa "antigo", e Zheng (筝) que significa que é um instrumento de cordas), também chamado de zheng, é uma espécie de cítara chinesa. Tem em média 26 ou mais cordas e pontes móveis.
O guzheng é o ancestral de diversas cítaras asiáticas, como a japonesa koto, o mongol yatga, a gayageum da Coréia, e os vietnamitas Djan tranh. O guzheng não deve ser confundido com o guqin (A mais antiga cítara chinesa).* 

## História
Os primeiros tipos de guzheng surgiram durante o Período dos Reinos Combatentes. Foi em grande parte influenciado pelo "Guqin", outro instrumento de cordas dedilhadas. Tornou-se proeminente durante o período Qin, e pela dinastia Tang, o guzheng é, sem dúvida, o instrumento musical chinês mais tocado.

## O Instrumento

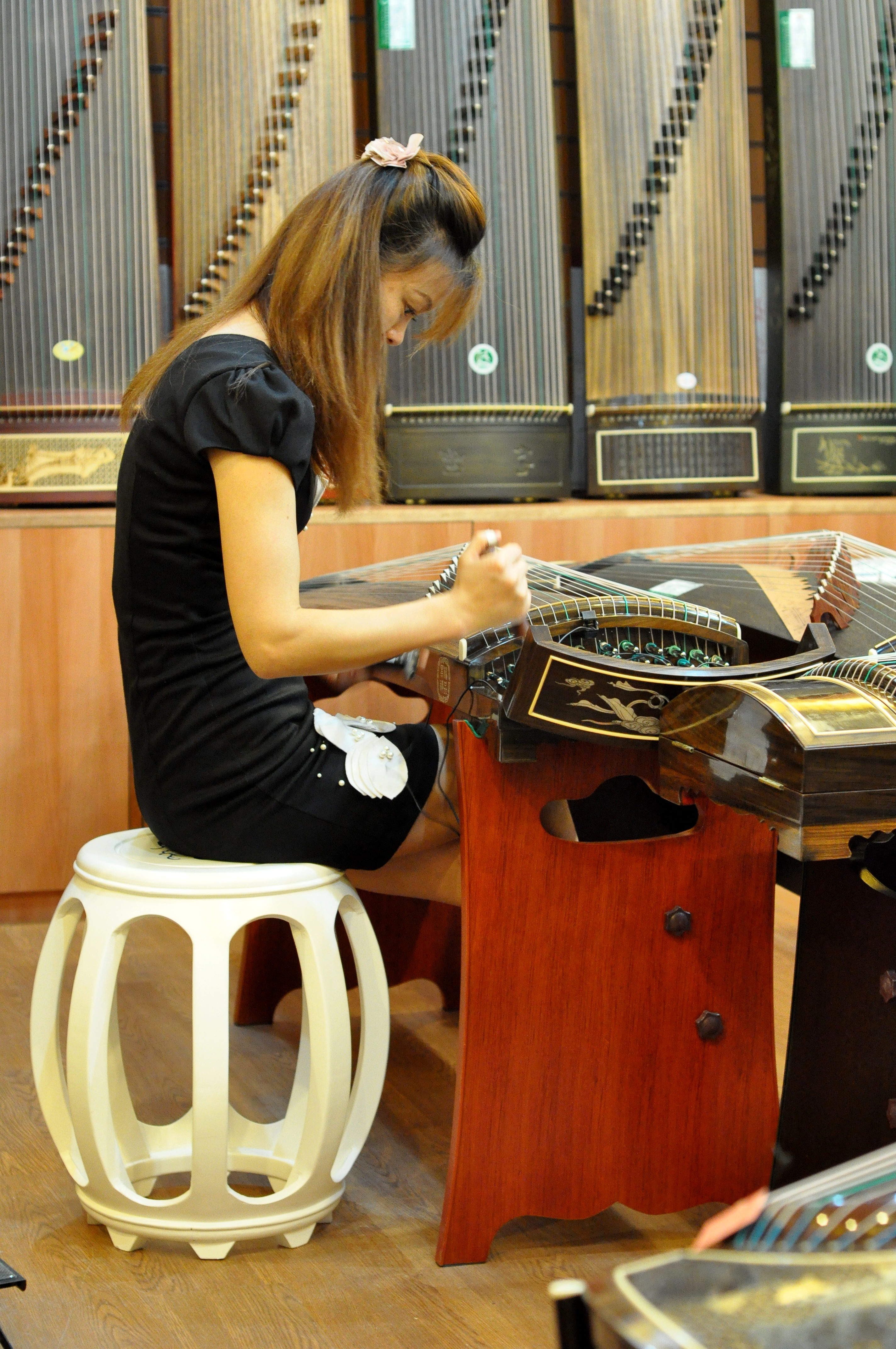
Assistente de loja afinando um Guzheng

O Guzheng se assemelha perfeitamente com uma cítara ocidental, mas há algumas diferenças, como por exemplo, no guzheng, há pontes de madeira (normalmente), que é por onde passa a vibração do som, e o mesmo sai por um grande buraco em baixo do instrumento, junto com outros dois pequenos, enquanto na cítara há somente um furo na parte de cima.
No instrumento, pode-se usar técnicas comumente usadas em outros instrumentos de cordas, como o vibratto, friccionando as cordas a esquerda das pontes. O instrumento é tocado com plectros, espécies de palhetas, parecidas com unhas postiças normalmente com a ponta arredondada, mas no caso do koto, além da opção arredondada, há também os plectros quadrados, que são usados em outras linhas de ensino.   